# يوهانس مولر (كاتب دنماركي)
يوهانس مولر (بالدنماركية: Johann Moller)‏ هو مؤرخ أدبي وكاتب دنماركي، ولد في 17 فبراير 1661 في فلنسبورغ في ألمانيا، وتوفي في 2 أكتوبر 1725.